# Gerry Adams
Gerry Adams (Ierse naam: Gearóid Mac Ádhaimh) (West-Belfast, 6 oktober 1948) is een Noord-Iers politicus, voormalig parlementslid voor West-Belfast en partijleider van Sinn Féin.
Hij werd geboren in een sterk nationalistische katholieke familie. Hij was een schoolverlater en werd barman, maar raakte steeds meer betrokken bij de Iers-republikeinse beweging en werd in 1964 lid van Sinn Féin en Na Fianna Éireann. Hij ontkent ooit lid van de IRA te zijn geweest, maar Britse en Ierse officiële documenten die onder de dertigjarenregel werden vrijgegeven, noemen hem als een van de hooggeplaatste IRA-figuren van begin jaren zeventig. Na de invoering van de gevangenzetting-zonder-proces in 1971 (mogelijk gemaakt door de Special Powers Act) werd hij tijdelijk vastgezet op de HMS Maidstone, een Brits gevangenisschip. Hij werd belangrijk genoeg geacht om vrijgelaten te worden om deel te nemen aan het vredesoverleg in 1972 maar werd opnieuw gearresteerd en gevangengezet tussen 1973 en 1977 in het interneringskamp Long Kesh, en later opnieuw in 1978.
Op 14 maart 1984 raakte hij zwaargewond bij een moordpoging door loyalisten (voorstanders van behoud van Noord-Ierland voor het Verenigd Koninkrijk). Zijn leven werd gered door een Britse soldaat.
Op 30 april 2014 werd Adams gearresteerd op verdenking van moord. In 1972 werd Jean McConville, een moeder van tien kinderen, door IRA-leden ontvoerd. Haar lijk werd pas in 2003 teruggevonden. Adams werd ervan verdacht destijds opdracht tot de moord te hebben gegeven. Zijn betrokkenheid zou blijken uit de zogenaamde "Boston tapes"; medewerkers van de Universiteit van Boston interviewden voor een geschiedenisproject verschillende IRA-leden, die openhartig over hun verleden spraken, en daarbij zou ook de rol van Adams in de zaak-McConville aan de orde zijn gekomen.

## Partijleider van Sinn Féin
In 1978 werd Adams vicepresident van Sinn Féin. De republikeinse beweging in de jaren zeventig was verdeeld tussen het radicalere Noord-Ierse leiderschap rondom Adams en het traditionelere nationalistische kader rondom de in het zuiden gevestigde aanvoerder en leraar Ruairí Ó Brádaigh. Een belangrijke verdeling in tactiek, zowel militair als politiek, vond plaats in 1983, toen de aanvoering van de zuidelijke partij ook onder Adams kwam te vallen.
Centraal in deze verdeling was de verandering van het langetermijnbeleid van abstentionisme (onthouding, van het Engelse abstention), waaronder Sinn Féin had geweigerd om de autoriteit van de Britse regering in Noord-Ierland en de wettigheid van de Ierse Republiek te erkennen. Als gevolg van dit niet-erkennen nam Sinn Féin geen gewonnen zetels in het Britse en Ierse parlement in. Het was het afstand doen van de onthouding in het zuiden (in de Dáil Éireann) waardoor de tweedeling zich voordeed – een kleine minderheid onder leider Ruairí Ó Brádaigh splitste zich af. Zij gaven aan de echte Sinn Féin-republikeinen te zijn, vandaar hun nieuwe naam, Republican Sinn Féin.
Adams werd gekozen tot partijleider van Sinn Féin, en een nieuwe noordelijke politieke structuur werd gevormd, met figuren als Danny Morrison en Martin McGuinness. Adams en anderen werden voorstander van een politieke in plaats van een paramilitaire Sinn Féin, mede door het succes in de verkiezingen in de eerste helft van de jaren tachtig, toen zij door hongerstakingen van Bobby Sands en Kieran Doherty werden gekozen in het Britse Lagerhuis (House of Commons) en de Ierse Dáil Éireann. De effecten van de nieuwe strategie werden duidelijk toen Sands overleed en werd vervangen door Sinn Féin-kandidaat Eoin Carron, en later door de verkiezing van Adams en McGuinness als parlementsleden, alsook de verkiezing van Alex Maskey als burgemeester van Belfast.

## In de gangbare politiek
Sinn Féin bleef het beleid van onthouding echter volhouden tegenover het parlement in Westminster, zelfs nadat Adams een zetel in West-Belfast had gewonnen. Hij verloor zijn zetel in de verkiezingen van 1992 maar kreeg deze terug na de verkiezingen in 1997. Onder Adams verschoof Sinn Féin van de politieke steun voor de Provisional IRA naar een professioneel georganiseerde politieke partij, in zowel Noord-Ierland als in de Republiek.
Onofficiële contacten werden gelegd met de Britse Secretary of State for Northern Ireland, Peter Brooke, en in de Republiek met de regering onder Charles Haughey. Adams was ook betrokken bij geheim overleg met SDLP-aanvoerder John Hume, parlementslid sinds 1988. In een serie contacten tussen Adams en Hume, en ook met de Britse en Ierse overheden, werd de basis gelegd voor wat later het Belfast Agreement werd, alsook voor de belangrijke Downing Street Declaration en het Joint Framework Document.
Het succes van Sinn Féin leidde in augustus 1994 tot een staakt-het-vuren. De Ierse premier Albert Reynolds, die Haughey had vervangen, zag dit als een permanente verbetering. Maar de langzame voortgang van het proces, gedeeltelijk geleid door het vertrouwen van John Majors Britse regering op de stemmen van de Ulster Unionist Party in het Britse Lagerhuis, bracht de IRA ertoe om hun gewelddadige campagne te hervatten.
Een nieuw staakt-het-vuren volgde later als onderdeel van de onderhandelingen tussen delegaties van de Britse en Ierse overheden, de Ulster Unionist Party, de SDLP, Sinn Féin en afgevaardigden van loyalistische paramilitaire organisaties, onder aanvoering van de Amerikaanse oud-senator George Mitchell. Deze onderhandelingen mondden uit in het Belfast Agreement (ook wel het Good Friday Agreement, omdat het op Goede Vrijdag in 1998 werd getekend).
Onder deze overeenkomst werd een structuur gecreëerd die de Ierse en Britse identiteit van de volken in Noord-Ierland weerspiegelde, met de oprichting van een British-Irish Council en een Northern Ireland Assembly.
Artikelen 2 en 3 van de grondwet van de Republiek (Bunreacht na hÉireann), die een indicatie gaven dat de Republiek een eigendomsrecht had over Noord-Ierland, werden herschreven en een machtdelend Uitvoerend Comité werd opgericht. Deel van de overeenkomst was ook dat Sinn Féin afstand deed van zijn onthoudingsbeleid met betrekking tot een Noord-Iers parlement, en het nam zetels in in de assemblee van het Noord-Ierse parlement in Stormont.
Tegenstanders in het Republican Sinn Féin beschuldigden Sinn Féin ervan zichzelf te verloochenen door toe te stemmen in wat het partitionist assemblies noemde in de Republiek en Noord-Ierland. Adams verklaarde echter dat de Belfast Agreement een middel was waarmee Ierland op een niet-gewelddadige en grondwettelijke manier een eenheid kon worden.

## Parlementslid in de Republiek
Adams was lid van het Britse parlement en de assemblee voor Noord-Ierland. In 2011 maakte hij bekend dat hij zich kandidaat zou stellen voor het Ierse parlement, de Dáil Éireann. Hij gaf zijn zetels in Belfast en Londen op (op grond van de politiek van Sinn Féin had hij de zetel in Londen nooit daadwerkelijk ingenomen) en werd gekozen voor het kiesdistrict Louth. Sinn Féin won bij deze verkiezingen fors.